# Dumont (Iowa)
Dumont es una ciudad situada en el condado de Butler, en el estado de Iowa, Estados Unidos. Según el censo de 2010 tenía una población de 637 habitantes.

## Geografía
Según la Oficina del Censo de los Estados Unidos, la localidad tiene un área total de 4,55 km², la totalidad de los cuales 4,55 km² corresponden a tierra firme.

## Demografía
Según el censo de 2010, había 637 personas residiendo en la localidad. La densidad de población era de 140 hab./km². Había 312 viviendas con una densidad media de 68,57 viviendas/km². El 98,74% de los habitantes eran blancos, el 0,16% afroamericanos, el 0,78% de otras razas, y el 0,31% pertenecía a dos o más razas. El 3,3% de la población eran hispanos o latinos de cualquier raza.